# Честная женщина из Плиссина
«Честная женщина из Плиссина» (нем. L’honnête femme oder Die Ehrliche Frau zu Plißine) — комедия немецкого писателя Христиана Рейтера, впервые поставленная на сцене и опубликованная в 1695 году.

## Сюжет
Главная героиня пьесы — фрау Шлампампе, которая при каждом удобном случае повторяет: «Это так же верно, как то, что я — честная женщина!». Эта дама, приземлённая мещанка, претендует на принадлежность к высшему обществу, что создаёт комический эффект. Ей противопоставлены студенты, не имеющие таких претензий, но являющиеся по-настоящему благородными и культурными людьми. Исследователи констатируют, что сюжетно «Честная женщина» связана с комедиями Мольера «Смешные жеманницы» и «Мещанин во дворянстве».

## Восприятие
Пьеса была впервые опубликована в Лейпциге в 1695 году. Её автором значился некто Hilarius (в переводе с латыни — «Весёлый»), но всем было известно, что это студент местного университета Христиан Рейтер. В заглавной героине узнали Анну Розину Мюллер, известную в городе особу, хозяйку гостиницы «Красный лев», которая годом ранее выставила Рейтера на улицу за долги. Студенты, помогая своему однокашнику отомстить за эту обиду, поставили пьесу на сцене. Книга и спектакль имели большой успех, над фрау Мюллер начал смеяться весь город, и она подала в университетский суд иск против автора. Рейтер признался, что «Честную женщину» написал он. Драматурга оштрафовали на 10 талеров, на два года исключили из университета, посадили в карцер на 15 недель, а остававшиеся не проданными 200 экземпляров книги конфисковали и сожгли.
Благодаря апелляции Рейтер просидел в карцере всего несколько дней. Позже он написал несколько продолжений «Честной женщины» — оперу «Синьор Шельмуфский» (1695), комедию «Болезнь и кончина честной женщины Шлампампе» (1696) и надгробную речь «В память почившей в бозе честной женщины Шлампампе» (1697). Сюжетно с «Честной женщиной» связано и главное произведение Рейтера — роман «Шельмуфский», герой которого приходится Шлампампе сыном.
Литературовед Г. Слободкин констатирует, что пьеса Рейтера стала «едким обобщением нравов современного ему немецкого бюргерства».